# Centre social
Un centre social ou centre communautaire est une organisation qui offre des services sociaux, des activités et des informations à une communauté locale.

## Origines et histoire

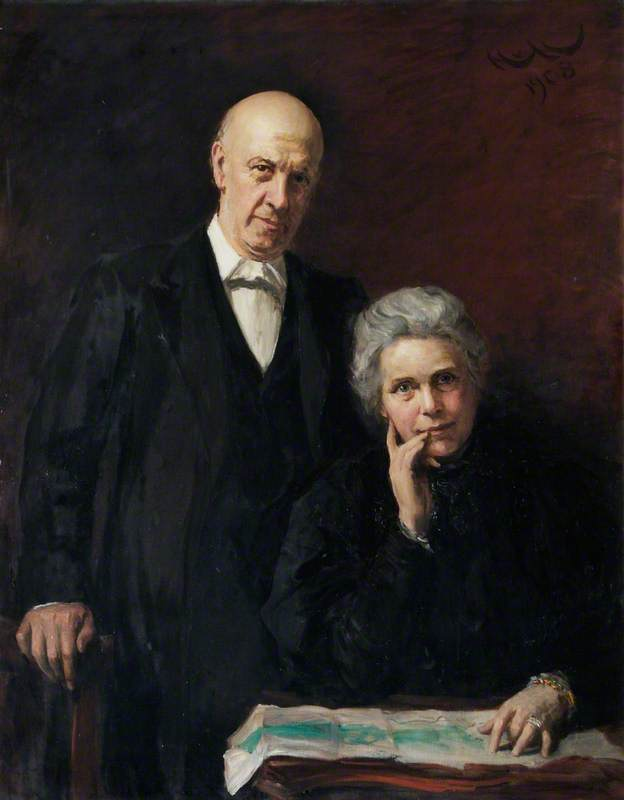
Samuel Barnett et son épouse Henrietta.

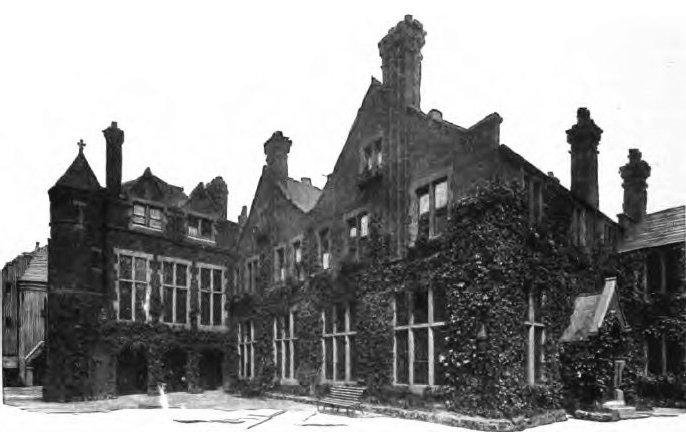
Le Toynbee Hall (1884, Londres).

Les centres sociaux sont nés en Angleterre (settlements) à la fin du XIXe siècle à l'initiative du pasteur protestant Samuel Barnett et de sa femme Henrietta Barnett, dans le quartier pauvre de Whitechapel. Toynbee Hall était un lieu d'habitation pour les étudiants d'Oxford qui souhaitaient partager la vie et leur savoir avec les populations marginalisées. La famille du pasteur Barnett décida d’ouvrir un lieu de résidence laïc pour les étudiants d’Oxford et de le nommer en hommage à Arnold Toynbee décédé l’année précédente. Ce « settlement universitaire » (Universities Settlement) avait pour objectif de devenir un collège universitaire en éduquant progressivement les habitants. Une partie de la vision initiale de Barnett plaçait le settlement au fondement d’une « université ouvrière » de l’Est londonien. Il pensait que les étudiants pouvaient apprendre autant des pauvres que les pauvres pouvaient apprendre des étudiants.
Toynbee Hall commença avec 16 résidents. Grâce à leurs efforts grandit ainsi un programme d’éducation et de protection sociale. Cela incluait l’éducation pour adultes, du travail pour les jeunes, diverses initiatives de travail social, du logement, de fournitures de santé et du développement économique. Le settlement et ses résidents participèrent également à l’éducation de la classe ouvrière organisant un nombre important de cours l’après-midi, des débats et des discussions et facilitant la création d’un nombre significatifs de clubs culturels et d’associations.
Le settlement pouvait également servir de base pour un certain nombre de chercheurs dans le courant des « enquêtes sociales ». Charles Booth et son groupe travaillèrent ainsi sur la « Vie et le travail du peuple à Londres » à partir de Toynbee Hall. Plus tard, les Barnett virent l’impact sur la gouvernance locale et surent que les settlements pouvaient contribuer à une citoyenneté plus active des habitants de St Jude. À travers l’éducation et la stimulation des électeurs, ils pouvaient développer la participation des résidents et des habitants à la gouvernance locale. C’était là l’objectif d’un « socialisme pratique ». (titre de l’un des ouvrages de Samuel Barnett).
Parallèlement à Toynbee Hall, Samuel Barnett créa en 1884 « East End Dwellings Company » qui devait fournir des habitations pour les classes populaires. Enfin, en 1899, il ouvrit une galerie d’art toujours en activité, « Whitechapel Art Gallery » afin d’offrir à tous un accès aux œuvres des artistes modernes.
Comme nous venons de le voir les centres sociaux sont le plus souvent apparentés aux settlements anglais créés à la fin du XIXe siècle. Les settlements se sont fondés sur une double origine : la classe ouvrière anglaise paupérisée et l’Église anglicane. Une dizaine d’années plus tard apparaissent en France les premiers centres sociaux, qui, s’ils s’apparentent aux settlements pour la mission (résoudre la question sociale : ce qui constitue, il faut bien l'avouer, un vaste programme), en diffèrent par les fondements. L’origine des centres sociaux français se trouve en partie dans les mouvements prolétaires de la commune de 1848 où la résolution des problèmes sociaux est pointée, comme dans la constitution de 1792, comme une tâche dévolue à l’État. C’est sans doute cette lointaine parenté qui permettra petit à petit aux centres sociaux d’être intégrés dans les dispositifs publics.
Une autre spécificité des centres sociaux français est la présence majoritaire et continuelle des femmes dans leur histoire et leur fonctionnement.

## France

### Description
En France, les centres sociaux sont des équipements agréés par les Caisses d'allocations familiales (CAF) au titre de l'animation de la vie sociale.
Selon la Charte fédérale des centres sociaux adoptée en 2000 à Angers, un centre social se définit comme un « foyer d'initiatives porté par des habitants associés, appuyé par des professionnels capables de définir et de mettre en œuvre un projet de développement social local pour l'ensemble de la population d'un territoire ». 
Se plaçant dans le mouvement de l'éducation populaire, les centres sociaux et socio-culturels réfèrent leur action et leur expression publique à trois valeurs fondatrices : la dignité humaine, la solidarité et la démocratie.  
Il peut être géré par une association (gérant un ou plusieurs centres sociaux) ou une institution et perçoit un agrément de la CAF. Pour que cet agrément lui soit délivré, il doit remplir les deux missions générales définies par la circulaire CNAF du 20 juin 2012 :
- un lieu de proximité à vocation globale, familiale et intergénérationnelle, qui accueille toute la population en veillant à la mixité sociale ; il est ouvert à l’ensemble de la population à qui il offre un accueil, des activités et des services ; par là même il est capable de déceler les besoins et les attentes des usagers et des habitants. C’est un lieu de rencontre et d’échange entre les générations, il favorise le développement des liens familiaux et sociaux.
- un lieu d’animation de la vie sociale permettant aux habitants d’exprimer, de concevoir et de réaliser leurs projets : il prend en compte l’expression des demandes et des initiatives des usagers et des habitants, et favorise la vie sociale et la vie associative. Il propose des activités ou des services à finalité sociale, éducative, culturelle ou de loisirs, ainsi que des actions spécifiques pour répondre aux  10 problématiques sociales du territoire. Il favorise le développement des initiatives des usagers en mettant des moyens humains et logistiques à leur disposition[3].

Un centre social peut apparaître comme un équipement polyvalent de proximité. En fonction des besoins spécifiques des habitants, et avec la préoccupation à la fois de créer du lien avec les personnes et de la cohésion sur le territoire, le centre social propose des services et des activités, organise des animations festives ou culturelles, etc. Pour aider les habitants à réaliser leurs projets, le centre social met également à leur disposition des moyens logistiques et professionnels. Cette vision masque toutefois ce qui constitue l'essence des centres sociaux. En effet, ces structures sont, au sortir de la Seconde Guerre mondiale, les seuls équipements sociaux collectifs à être reconnus pour l'élaboration d'une politique sociale. Les activités et les services proposés s'inscrivent dans un projet social visant, sous différentes formes, le développement des liens sociaux. 
Ces projets contractuels s'inscrivent dans des négociations avec les Caisses d'allocations familiales (CAF), parfois des collectivités locales et d'autres partenaires, sur des objectifs familiaux et sociaux dans le cadre d'orientations stratégiques. 
Ces structures de proximité sont couramment constituées de secteurs "enfance", "jeunesse", "famille" animés par des professionnels et des bénévoles.
L'animation globale est un principe "politique" avec une finalité de développement social local, mais c'est aussi une méthode participative et coopérative, enfin c'est un cadre contractuel avec la CNAF notamment.
En 2017, selon le rapport du SENACS il existe 2 237 structures agréées par les CAF, dont 1 000 sont fédérées par la Fédération nationale des centres sociaux et socioculturels. Celle-ci a une définition différente de ce qu'est un centre social, mais ses adhérents sont aujourd'hui presque uniquement composés de structures agréées.

### Histoire

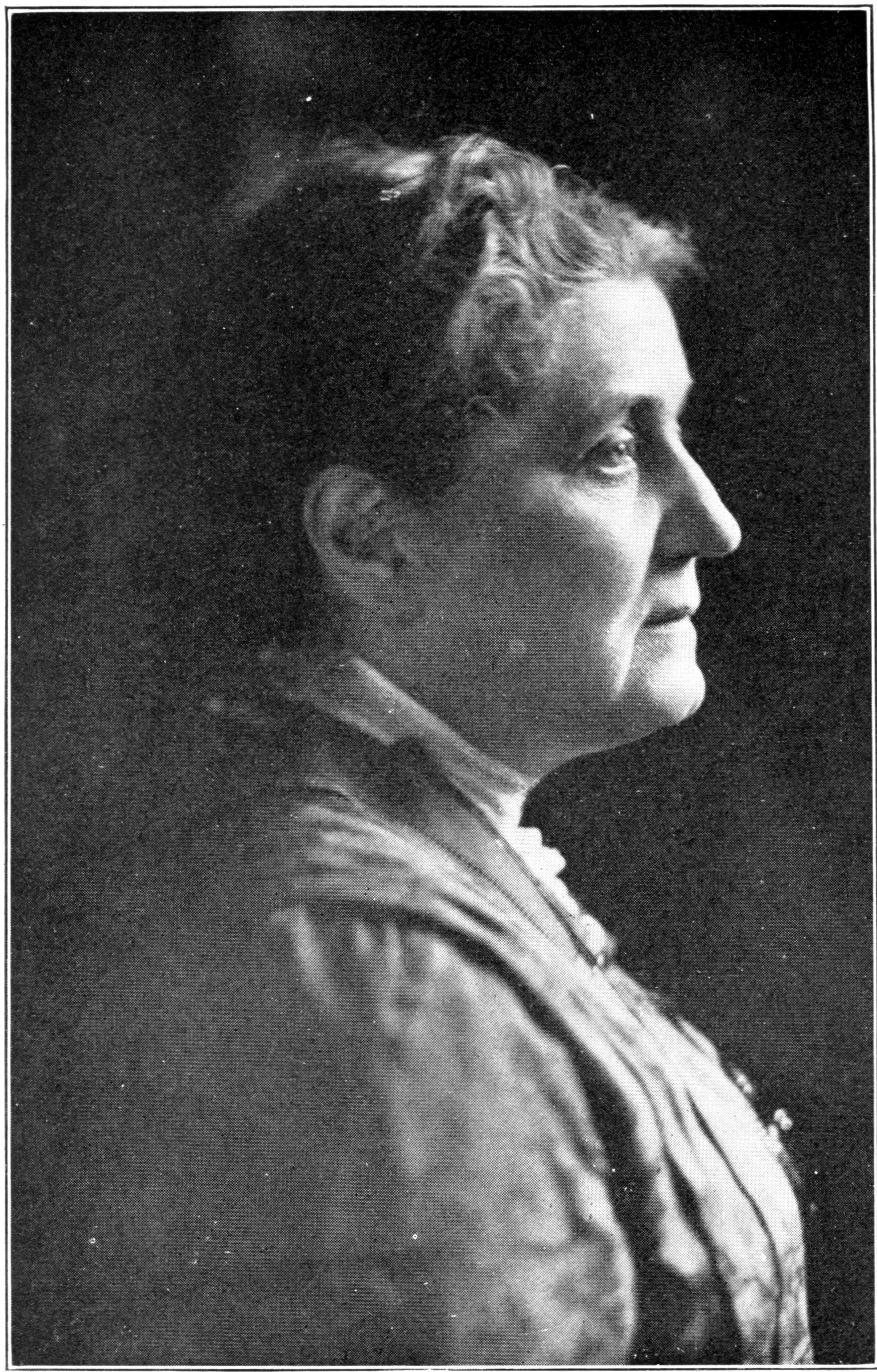
Jane Addams en 1914.

En France, c'est au début du XXe siècle que naissent les premières résidences sociales. En 1871, Élise de Pressensé crée l'Œuvre de la Chaussée du Maine, œuvre sociale à vocation familiale dans l'actuel 15e arrondissement de Paris. Cette œuvre existe encore, elle a hébergé en 1981 le CEASIL, centre d'études d'action sociale et  d'initiatives locales, fondé par le père Henri Regnat pour fusionner en 2003. L'OCM-CEASIL est également le pionnier fondateur de la fédération des centres sociaux. En 2016 L'OCM-CEASIL est un centre social dirigé par Mme Hafidha Ouadah depuis avril 2010. En 1896, Marie Gahéry crée l’œuvre sociale dans le quartier de Popincourt à Paris. C’est le point de départ des maisons sociales. La plus célèbre d'entre elles fut créée à Levallois-Perret par Marie-Jeanne Bassot. À son initiative, les femmes organisatrices des résidences sociales ont créé une Fédération nationale des centres sociaux et socioculturels en 1922. Marie-Jeanne Bassot avait été invitée par Jane Addams aux États-Unis pour visiter la Hull House à Chicago.  
Après la Seconde Guerre mondiale, les centres sociaux se sont développés grâce à l'investissement de l'État. En 1946, Miss Peck, secrétaire générale de la Fédération anglaise des settlements fait une tournée en France où Anglais et Américains ont créé des équipements sanitaires et sociaux dans les régions les plus éprouvées par la guerre.
En 1971, le conseil d’administration de la CNAF décide d’étendre le bénéfice de la prestation de service aux centres sociaux. De son côté, la FCSF crée le SNAECSO, ce qui marque la professionnalisation des centres sociaux.
En 1984, une circulaire de la CNAF adopte une nouvelle procédure d’agrément des centres sociaux et inscrit institutionnellement la démarche de projet (diagnostic, plan d'action, évaluation) dans le mode de fonctionnement des centres sociaux.

## États-Unis

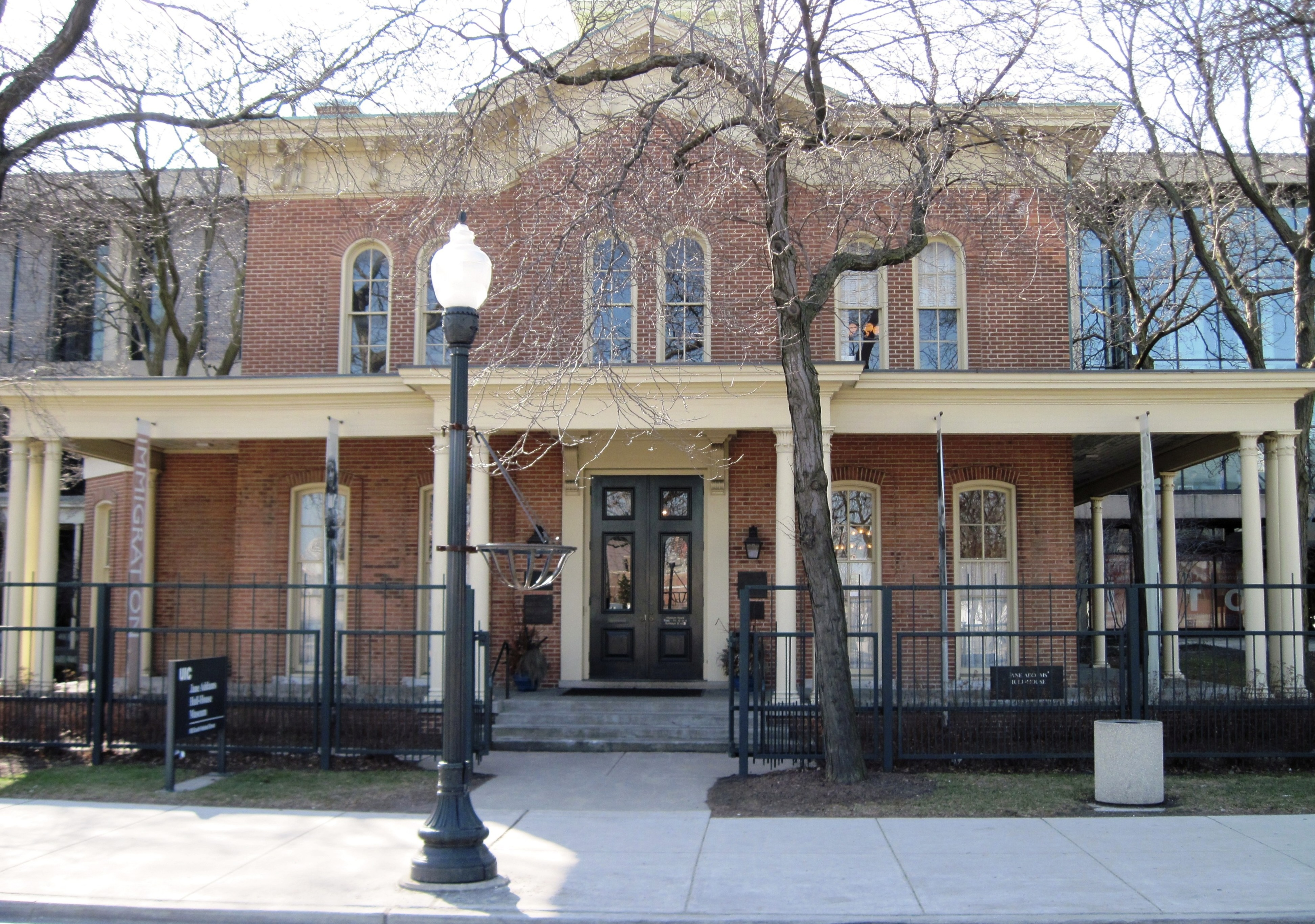
La Hull House (1889, Chicago).

En 1889, les réformatrices sociales et activistes Jane Addams et Ellen Gates Starr fondèrent la Hull House à Chicago. Elle s'inspire du Toynbee Hall qui fut fondé quelques années plus tôt en 1884. La Hull House est la première maison du genre aux États-Unis et devint le porte-étendard outre-atlantique du settlement movement. En 1920, il y avait autour de 500 settlements aux États-Unis. 
Les settlements étaient très développés aux États-Unis jusque dans les années 1960 où l'action communautaire de Saul Alinsky vint bousculer cette tradition pour développer les mouvements de l'organisation communautaire.

## Algérie

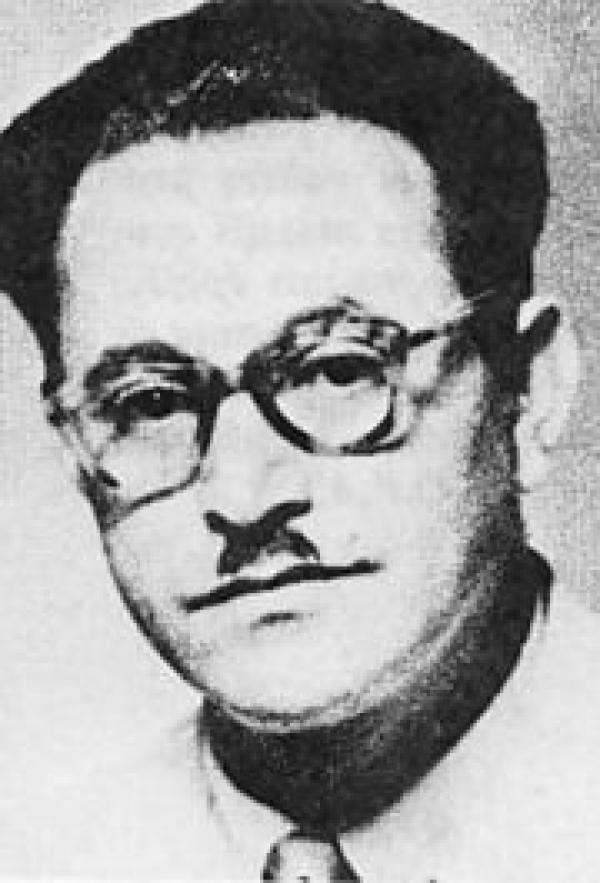
Mouloud Feraoun.

Dans le contexte d’une Algérie en insurrection mais également d’une misère se développant dans des bidonvilles de plus en plus nombreux, des expériences issues de l’éducation populaire inventent dans les années 1950 une manière pacifique d’améliorer les conditions de vie et l’éducation de la population algérienne.
À partir des expériences d'ores et déjà menées dans les bidonvilles et à la demande de solutions de la part du gouverneur général Jacques Soustelle, Germaine Tillion propose de créer des équipes sédentaires basées autour de structures de proximité qui s’appelleront « centres sociaux ». Il s’agit autour d’un directeur qualifié de conjuguer les armes du « progrès économique, de l’action sanitaire et de l’éducation ». Le centre social doit être un lieu laïc, neutre rassemblant des Algériens et des Français qui part des aspirations et des besoins des populations, qui travaille avec et non pour les habitants.
Pour assurer l’indépendance des centres sociaux vis-à-vis du pouvoir politique, ils sont rattachés directement à l’Éducation Nationale ce qui créera indirectement une crise interne en 1959 qui oppose les tenants de l’éducation populaire préoccupés par le développement des communautés et les tenants de la scolarisation qui veillent à l’alphabétisation et à l’orientation des jeunes hors des dispositifs. Cette crise sera également favorisée par les persécutions de l’armée française qui voit se développer d’un mauvais œil ces lieux de paix, qui forment et qualifient une élite algérienne et qui ne prennent pas parti pour l’un ou l’autre camp. Par deux fois, en mars 1957 et en juin 1959, des membres des Centres sociaux sont arrêtés et torturés avant d’être libérés faute de qualifications fondées.
L’histoire des centres sociaux algériens se termine de manière tragique lors de l’assassinat de Château-Royal, perpétré par l’OAS à deux jours de la signature des accords d’Évian. Les six principaux responsables des Centres sociaux dont Max Marchand, leur directeur, et Mouloud Feraoun, son adjoint chargé de la formation pédagogique mais aussi l’un des plus grands écrivains algériens de l’époque, sont exécutés froidement par un commando Delta.
Finalement, l’expérience des centres sociaux aura été l’une des lumières dans la noirceur de la guerre d’Algérie. Dans les 120 lieux construits, plus de 2 000 personnes par centre auront suivi un parcours auprès des moniteurs français ou algériens. Surtout, comme l’a écrit Nelly Forget, « contenant au-delà de ses murs les flots de la haine, il en a protégé les ouvriers de ce petit îlot et les a contraints à se hisser au meilleur d’eux-mêmes pour tenir le pari de l’utopie fraternelle ».